# Miếu Quan Đế (Phan Thiết)
Chùa Ông (tức Quan Đế Miếu) là ngôi miếu (nhiều người nhầm là chùa) cổ nhất và có quy mô nhất của người Hoa ở Bình Thuận, nằm tại phường Đức Nghĩa, thành phố Phan Thiết.

## Lịch sử
Trên thanh xà cò nóc chính diện có khắc dòng chữ Hán "Thiên kiến Canh Dần niên trọng đông kiết tạo", có nghĩa là "Chùa được thiết lập vào tháng 11 năm Canh Dần" (1770).

## Kiến trúc

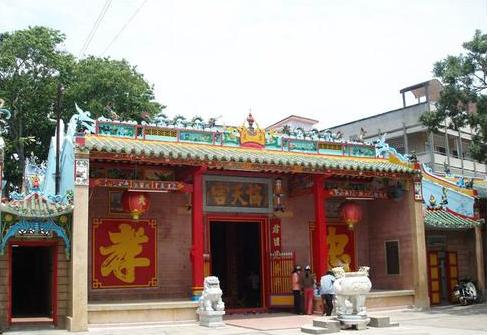
Mặt tiền chính điện

Nằm trên một diện tích khá lớn, chùa này có lối kiến trúc và trang trí nghệ thuật đặc trưng của người Hoa:
- Các dãy nhà nối tiếp nhau tạo nên hình chữ Kim
- Hệ thống cột, vĩ kèo chạm khắc rất công phu, tỉ mỉ, có phần giống kĩ thuật chạm khắc trong các ngôi đình chùa của người Việt
- Các cột chính đều treo câu đối được chạm khắc, sơn son, thiếp vàng lộng lẫy
- Bên trong có những bức tranh chạm gỗ miêu tả các điển tích xưa của người Hoa có niên đại thế kỷ 18. Nhiều bức hoành lớn được chuyển từ Trung Hoa sang ở thế kỷ 19.

Chùa Ông hiện nay còn lưu giữ nhiều chiếc chuông cổ có giá trị về lịch sử và nghệ thuật, phần lớn được đúc tại tỉnh Quảng Đông, Trung Quốc và được chuyển sang từ triều đại nhà Thanh. Kiểu cách và vật liệu giống Đại hồng chung của người Việt nhưng được trang trí phức tạp và rườm rà hơn trên thân chuông. Chùa Ông là một trong những ngôi chùa có vườn chùa đẹp.

## Chức năng
Người Hoa xây dựng để thờ Quan Công (Quan Vân Trường). Sách Đại Nam Nhất Thống Chí tập 12 gọi là Đền Quan Công đúng với tên của miếu. Đặc biệt, nội dung thờ phụng bên trong chỉ thờ tượng Quan Thánh đế quân, cùng những tượng khác chứ không thờ Phật. Ngay trước cổng vào chùa còn tấm biển ghi "Quan Thánh miếu". Chùa không có các nhà sư trụ trì. Thế nhưng trong dân gian từ xưa đến nay cả người Việt và người Hoa đều quen gọi là Chùa Ông.

## Sinh hoạt tôn giáo
Ngày Tết Nguyên Đán, Chùa Ông là nơi mà nhiều người đến để cầu cho cuộc sống ấm no, hạnh phúc, làm ăn may mắn. Chùa Ông còn là trung tâm của Lễ hội Nghinh Ông Quan Thánh Đế Quân của cộng đồng người Hoa tại thành phố Phan Thiết.